# Charles Nicolas Eugène Gand
Pour les articles homonymes, voir Gand (homonymie).
Charles Nicolas Eugène Gand, né le 5 juin 1825 à Paris et mort le 5 février 1892 à Boulogne-sur-Seine, est un luthier français.

## Biographie
Élève de son père Charles-François, Charles-Nicolas Gand, par ailleurs violoniste, élève de Pierre Baillot et premier prix de solfège en 1838 et 1839, fonde en 1845 avec son frère Charles-Adolphe la société Gand frères. En 1855, l'entreprise reçoit la médaille de première classe à l'Exposition des produits de l'industrie à Paris.
À la mort de son frère en 1866, il s'associe aux frères Bernardel. La firme Gand-Bernardel est rachetée en 1901 par Albert Caresa et Henri Français pour devenir la société Caressa & Français.
Il est mentionné comme Bernardel par Jules Verne dans son roman L'Île à hélice (partie 2, chapitre V). La société Gand et Bernardel était établie au 4 passage Saulnier à Paris, qui à la particularité d'être la même adresse que celle de Jules Verne à Paris.
Il est inhumé au cimetière du Père-Lachaise (division 36).